# گل‌سپاسی
گل سپاسی یا جنتیانا سردهای از گل‌سپاسیان است با حدود ۴۰۰ گونه و پراکندگی وسیع که یکی از ویژگی‌های آن تاخوردگی بین دو قطعهٔ جام است.
زکریای رازی برای درمان از این گیاه بهره زیادی می‌برد.
از گونه‌های آن می‌توان به کوشاد بی‌ساقه اشاره کرد.

## نماد

نماد خاندان میناموتو

گل سپاسی به عنوان نماد خاندان میناموتو، یکی از چهار طایفه بزرگی که در دوران دوره هی‌آن بر سیاست ژاپن تسلط داشتند و پس از آن شوگون‌سالاری کاماکورا را تأسیس کردند، در جنگ گنپی استفاده شد. گل رسمی جامعه آلمانی زبان بلژیک است.

## نگارخانه

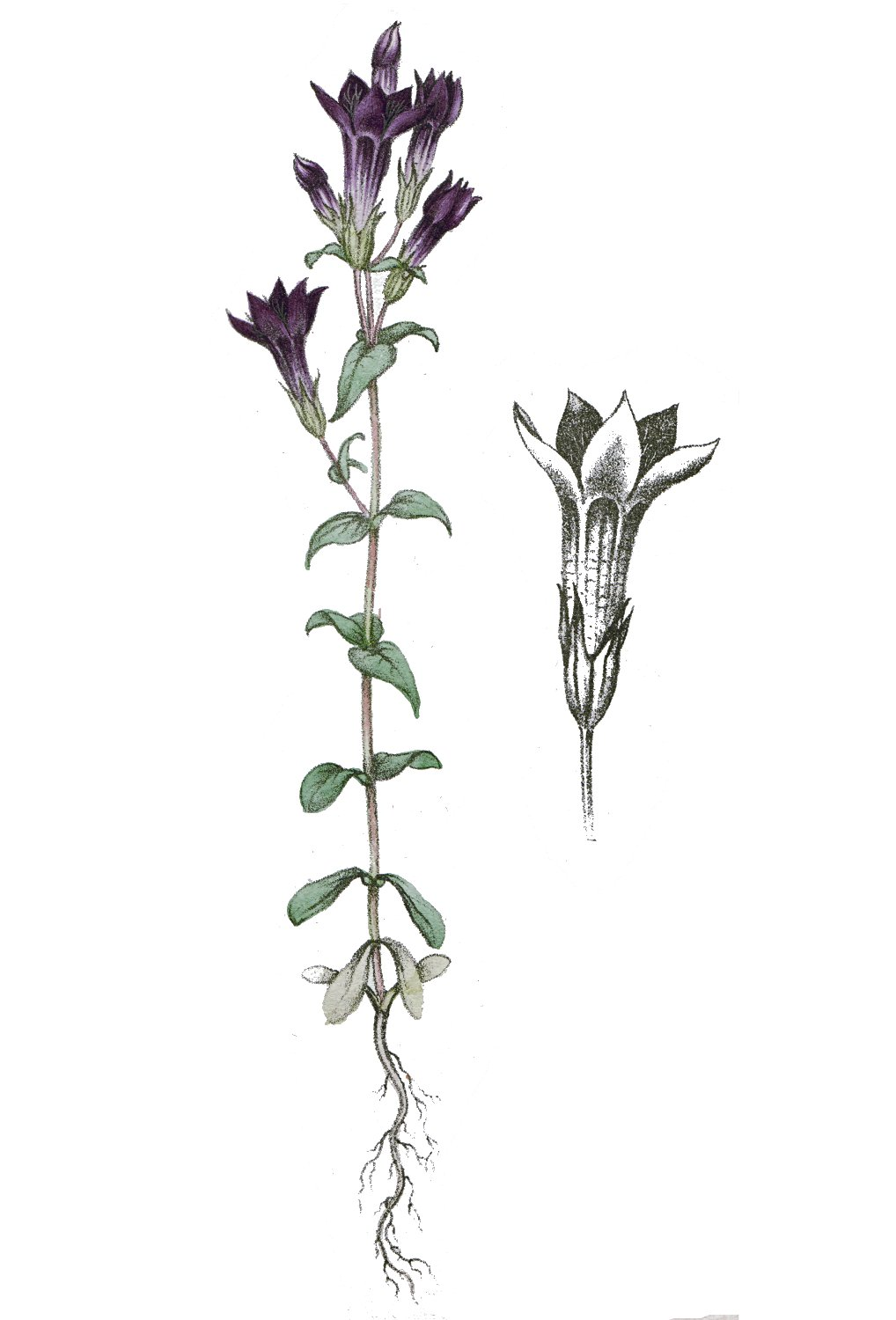
کوشاد شمالی (Gentiana amarella)
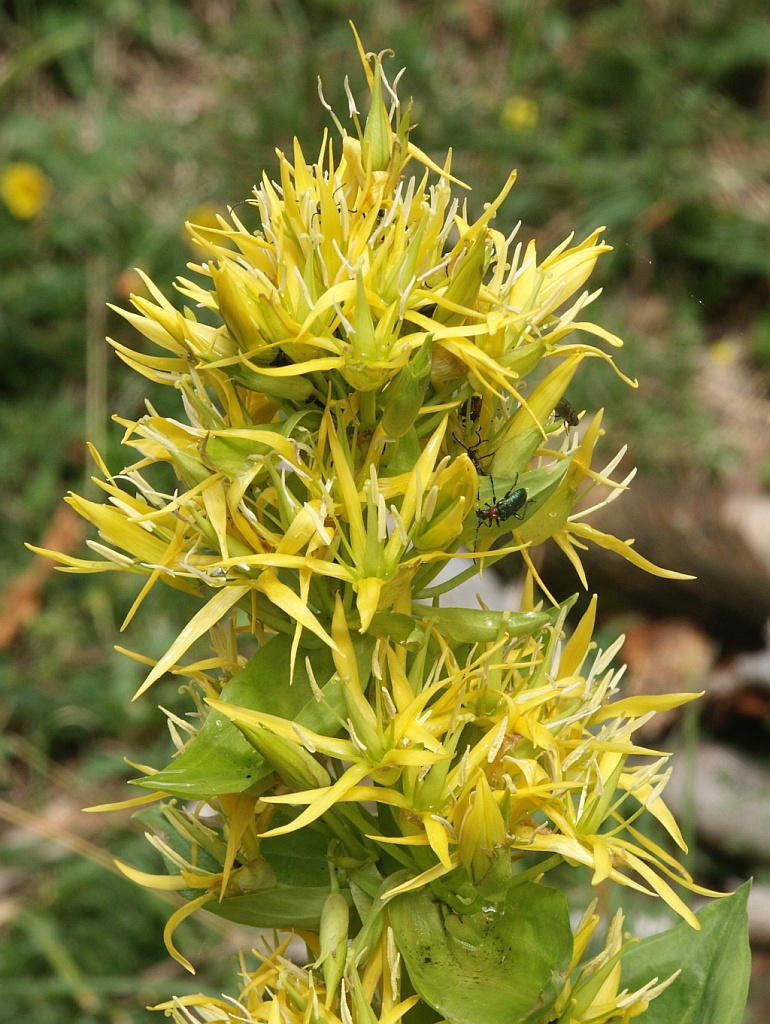
کوشاد زرد بزرگ (Gentiana lutea)
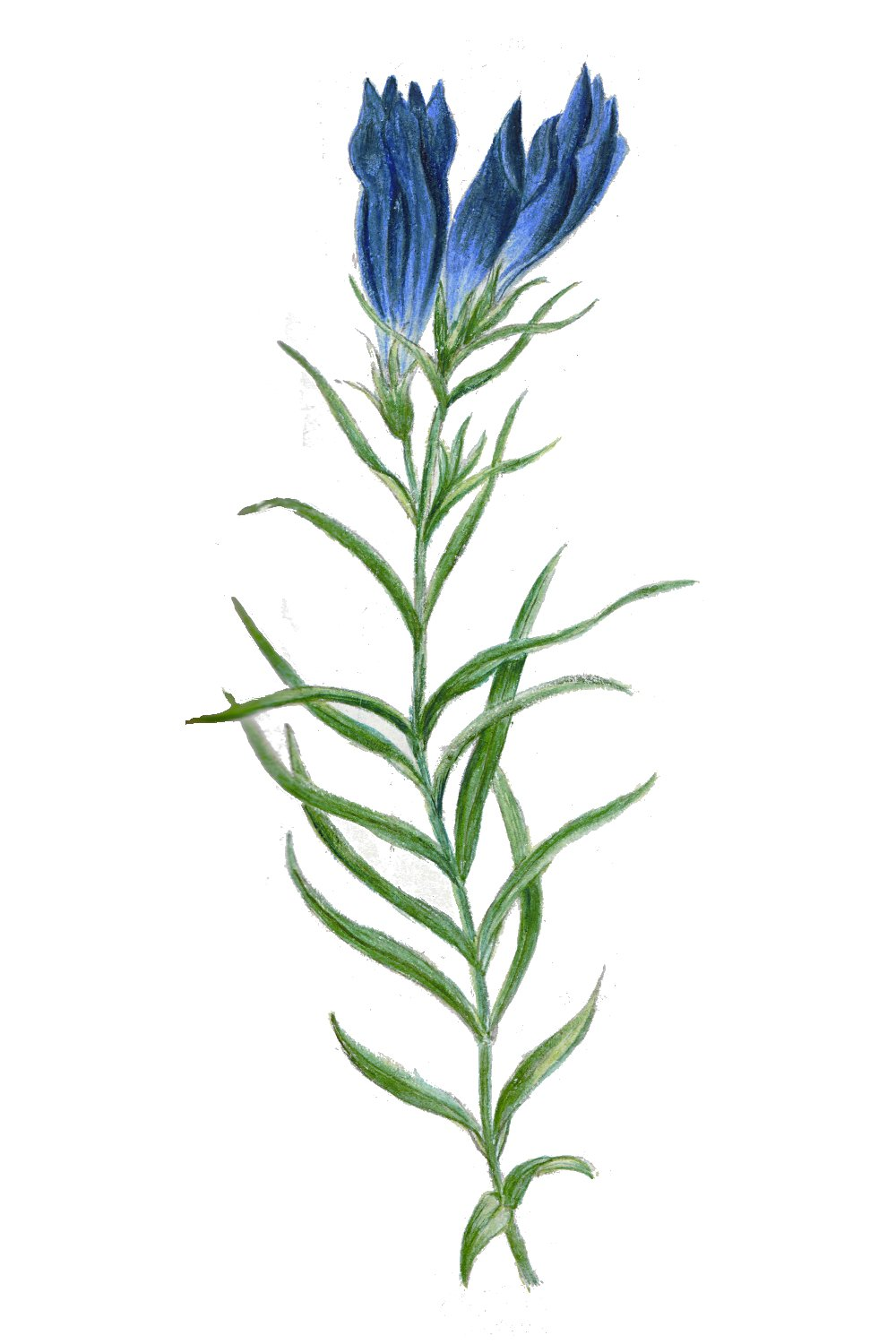
کوشاد مرداب (Gentiana pneumonanthe)
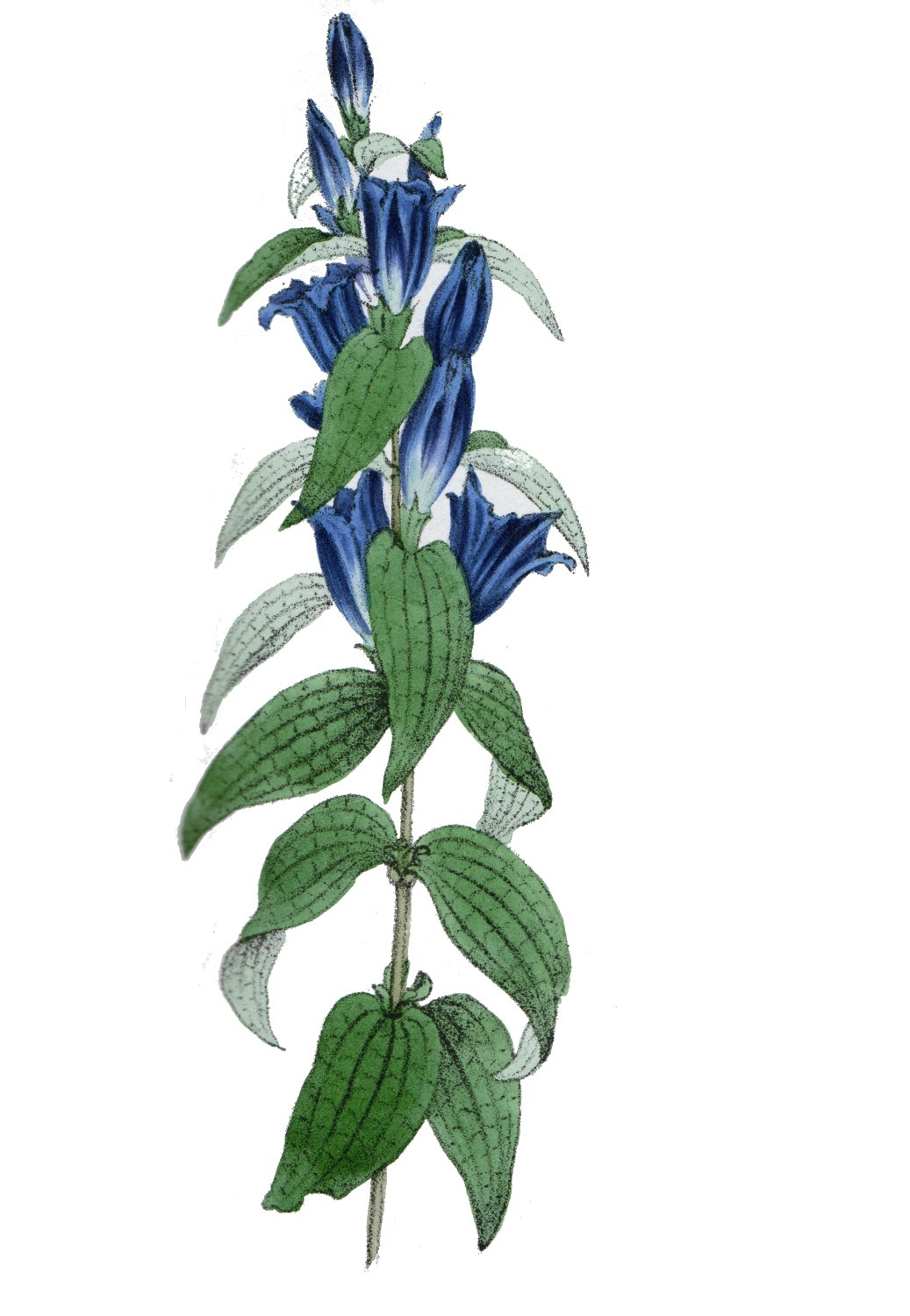
کوشاد پازهر (Gentiana asclepiadea)
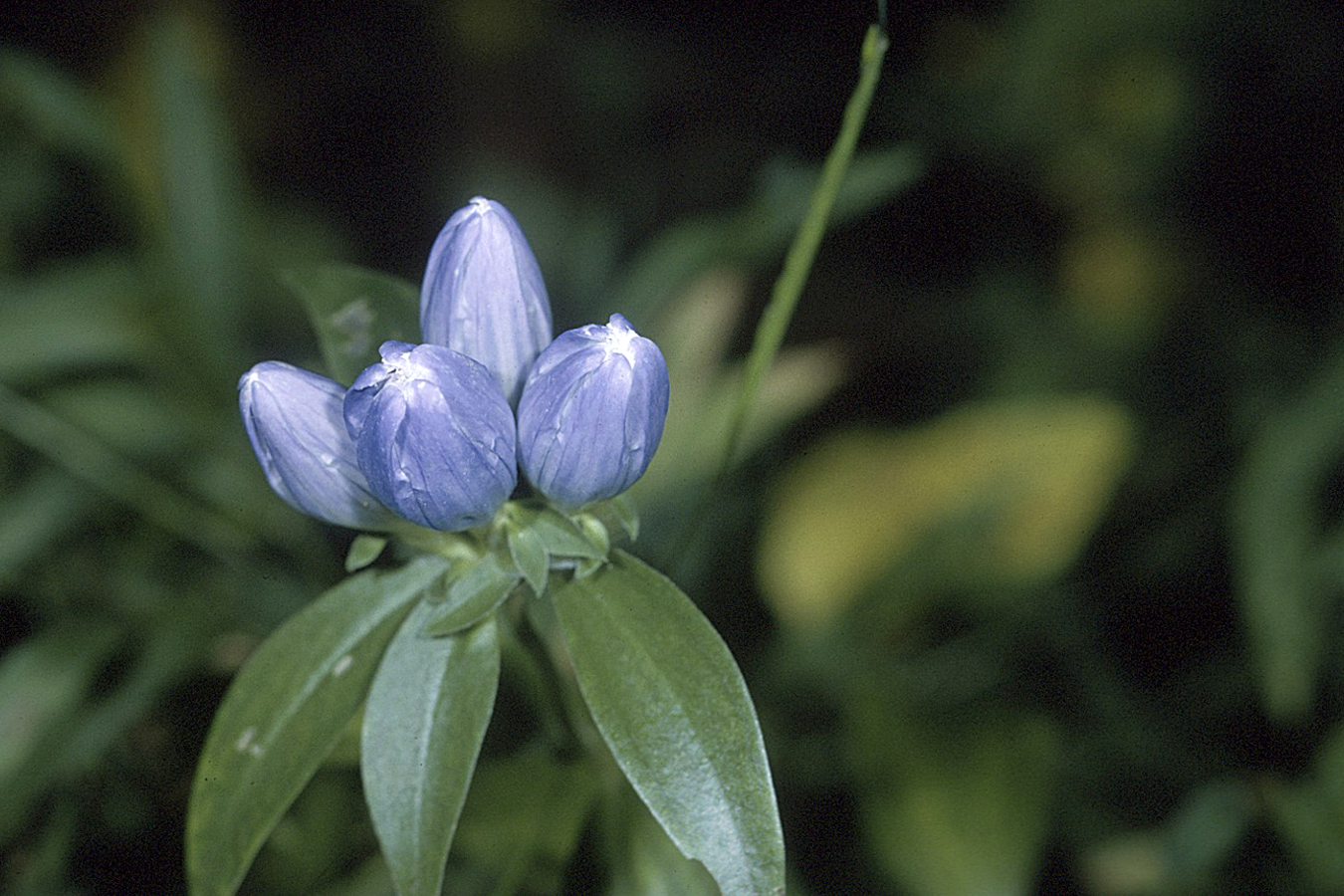
کوشاد بطری (Gentiana clausa)
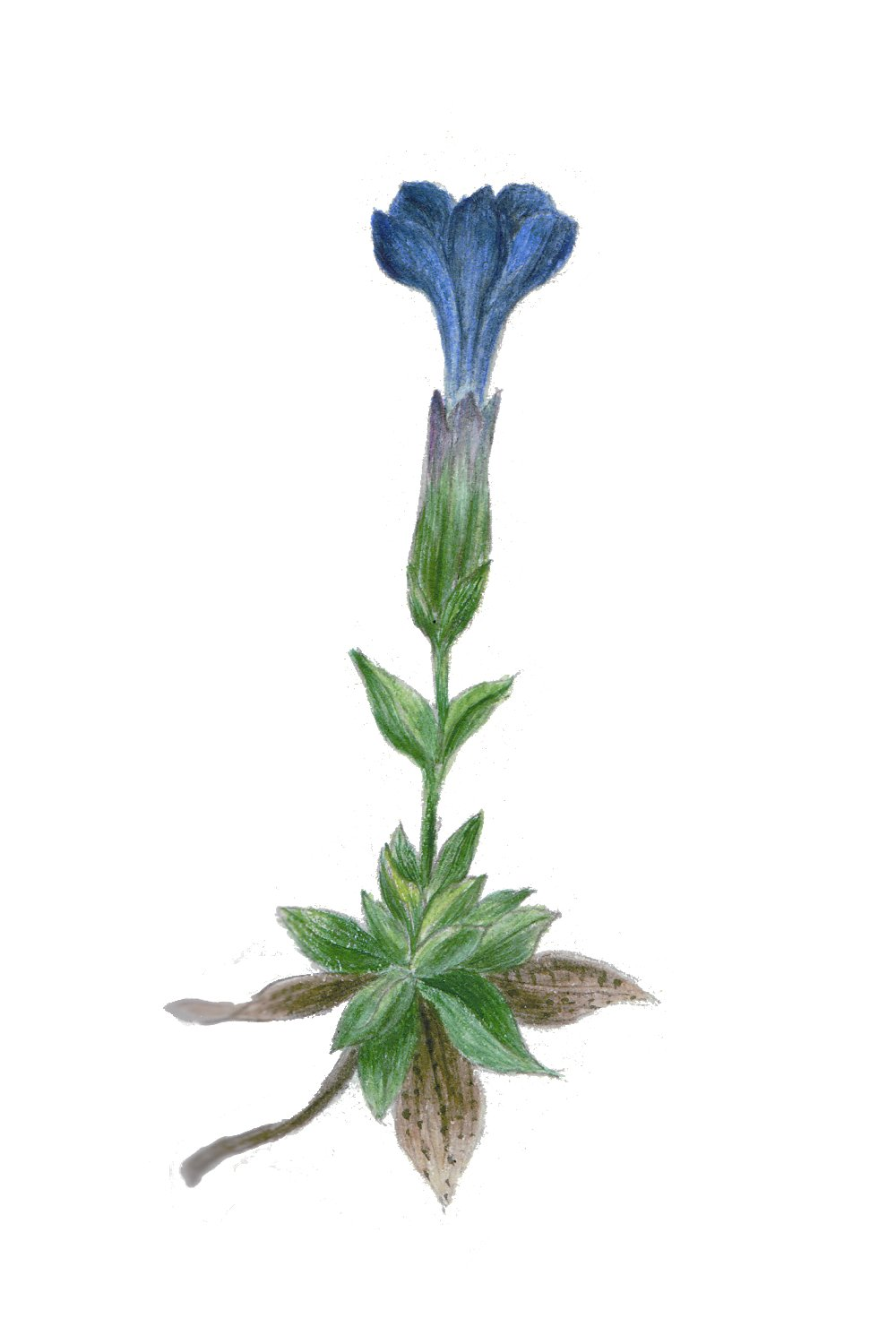
کوشاد بهاری
(Gentiana verna)